# 姉小路実文
姉小路 実文（あねがこうじ さねふみ、旧字体：姉小路 實文󠄁）は、鎌倉時代初期から中期にかけての公卿。権大納言・姉小路公宣の次男。官位は従三位・非参議。

## 経歴
承元5年（1211年）従五位下に叙爵。承久4年（1222年）侍従に任ぜられ、貞応2年（1223年）従五位上に叙される。
嘉禄2年（1226年）出雲介、嘉禄3年（1227年）備中介を兼任した後、寛喜2年（1230年）正五位下に進む。嘉禎3年（1237年）従四位下・侍従に叙任され、仁治元年（1240年）に正四位下に陞叙。右近衛少将・中將を歴任し、宝治元年（1247年）美作介を兼ねる。建長2年（1250年）従三位に叙され公卿に列すが、文永4年（1267年）出家。その後の消息は不明。
従三位に叙された後、官職を一切務めることなく出家に至る。文永元年（1264年）兄・実世が嫡子を残すことなく薨去し、姉小路家（閑院流）は弟の実文・実尚の系統に移るが非参議に終わった実文ではなく、権中納言に到った実尚が嫡流とされ、姉小路家を継いでいる。

## 官歴
※以下、『公卿補任』の記載に従う。
- 承元5年（1211年）正月5日：従五位下に叙爵（氏）。
- 承久4年（1222年）正月24日：侍従に任ず。
- 貞応2年（1223年）正月27日：従五位上に叙す（實季卿寛治二春日行幸賞）。
- 嘉禄元年（1225年）7月4日：復任（父）。
- 嘉禄2年（1226年）正月23日：出雲介を兼ぬ。
- 嘉禄3年（1227年）3月26日：備中介を兼ぬ（出雲介依無闕也）。
- 寛喜2年（1230年）正月4日：正五位下に叙す。
- 嘉禎2年12月19日（1237年1月17日）：従四位下に叙す。
- 嘉禎3年（1237年）正月29日：侍従に任ず。
- 嘉禎4年（1238年）正月5日：従四位上に叙す（宣陽門院当年御給）。
- 仁治元年（1240年）11月3日：正四位下に叙す。
- 仁治4年（1243年）2月2日：右近衛少将に任ず。
- 寛元2年12月17日（1245年1月16日）：右近衛中将に転ず。
- 宝治元年（1247年）3月6日：美作介を兼ぬ。
- 建長2年（1250年）正月13日：従三位に叙す。
- 文永4年（1267年）6月：出家。

## 系譜
- 父：姉小路公宣
- 母：藤原兼光の娘
- 妻：不詳
  - 男子：公朝（? - 1296年）